# 陳子毅
陳子毅（英語：Chan Chi Ngai，1919年11月21日—2019年6月13日），生於1919年農歷11月21日，原籍廣東新會，是中國知名國畫家、書法家及藝術家。
曾任廣州市文史研究館館長及名譽館員、中國美術家協會理事、廣東國畫會副會長、廣州市政協第五屆、第六屆及第七屆常委、民盟廣州市委顧問、高劍父紀念館藝術顧問、廣州書畫專修學院顧問及中國美術家協會會員。

## 藝術生涯
陳子毅童年時已愛好美術，常以臨摹章回小說綉像為樂。10歲離鄉至省城讀書，得學校教師指導，作實物和郊外寫生訓練，初步打下素描基礎。後來其父親找來天津王姓畫師指導，學習水墨蘭竹，開始接觸中國水墨技巧。
1933年，高奇峯於上海病逝，陳子毅受高氏革新書法的啓發，開始研究嶺南派畫法。此時亦隨美術教育家陳士傑設立的西湖畫院學習西洋畫。1936年，陳老師考入廣州市立美術專門學校國畫係，從趙少昂先生學習花鳥畫。
1938年，日閥侵華南下，廣州淪陷，陳老師帶同妻兒子女避居香港，後返回故鄉繼續自習國畫。
1946年，受聘於香港華僑中學美術教席。1947年，在香港勝斯酒店舉行個展，隨後又在廣州文獻館舉行個展，當時高劍父先生曾臨場指導，並被高劍父先生邀請到春睡畫院談論繪事，受到很大鼓舞。
1947年，在梧州女子師範學校任教，自設駌江藝苑課徒。期間亦曾舉行個展。
陳子毅老師的作品，曾參加歷屆廣州市展、廣東省展及全國美展。並在美、俄、加、日、英、印、意、德、泰、韓和港、澳、台等國家和地區展出。其《紅棉喜鵲》曾於日本、加拿大、英國展出。《山谷工地》曾在莫斯科展出。《花橋春曉》、《西湖煙雨》在日本舉行的中國現代繪畫展內展出。《桂林晚靄》、《黄山覽勝》亦在香港舉行的嶺南派畫家作品展展出。至於為國家博物館如遼寧博物館、湖南博物館收購入永久保存的作品還有多幅。而巨幅《紅棉喜鵲》和《英雄頌》、《報春圖》等作品，亦分別被北京天安門、毛主席紀念堂珍藏。

## 著作
- 《子毅畫集》。[8]
- 《陳子毅畫集》ISBN 9787228883117
- 《陳子毅畫選》岭南美术出版社, 1984 [9]
- 《陳子毅作品選》长城艺术出版社有限公司, 2015 ISBN 9881371716 , 9789881371713 [10]
- 《概率论基础学习指导书》高等教育出版社，2011 ISBN 7040322382; ISBN 978-7040322385 。

## 外部連結
- 陳子毅艺术官方网站 （页面存档备份，存于）
- [11]
- [12]
- [13]